# One Chord to Another
Albums de Sloan
Twice Removed
(1994) Navy Blues
(1998)
One Chord to Another est le troisième album du groupe de rock canadien Sloan. Après des rumeurs de séparation consécutives aux problèmes rencontrés avec Geffen Records quand Twice Removed est sorti, Sloan se remet à tourner et à écrire en 1995 et sort One Chord to Another sur le label Murderecords en 1996. Comme l'album précédent, l'influence des Beatles est très présente, et il est considéré comme l'un des meilleurs albums canadiens des années 1990, sinon de tous les temps. Le groupe expérimente avec des instruments qu'il n'avait jusqu'alors jamais utilisés : piano, trompette et maracas.
L'album remporte le Juno Award au titre du « meilleur album alternatif de l'année » à la cérémonie des Juno Awards de 1997.

## Titres
Tous les titres sont de Sloan.
1. The Good In Everyone – 2 min 17 s
2. Nothing Left To Make Me Want To Stay – 2 min 35 s
3. Autobiography – 3 min 18 s
4. Junior Panthers – 2 min 38 s
5. G Turns to D – 3 min 24 s
6. A Side Wins – 3 min 11 s
7. Everything You've Done Wrong – 3 min 29 s
8. Anyone Who's Anyone – 2 min 48 s
9. The Lines You Amend – 2 min 32 s
10. Take The Bench – 3 min 50 s
11. Can't Face Up – 3 min 53 s
12. 400 Metres – 4 min 31 s

B-sides
- Stood Up (Bonus sur le cd japonais, 7" single)
- Same Old Flame (Bonus sur le cd japonais, 7" single)
- Autobiography (demo) (The Good In Everyone 7")

Note: La chanson Stood Up de l'édition japonaise est une chanson originale de Chris Murphy, alors que la chanson du même nom sur l'album Party est une reprise d'une chanson de Matthew Grimson. Avant la sortie de One Chord to Another, Sloan sort Same Old Flame / Stood up en single.
Singles tirés de l'album One Chord to Another
- The Good In Everyone (1996)
- Everything You’ve Done Wrong (1996)
- The Lines You Amend (1996)
- G Turns To D (1997)

## Édition américaine
One Chord To Another n'est sorti qu'en 1997 aux États-Unis sur le label indépendant The Enclave. Elle comprend un cd bonus de 10 titres intitulé Recorded Live At A Sloan Party ! Ce cd contient des reprises ou des chansons de Sloan ré-enregistrées. Des effets sonores donnent l'impression d'unenregistrement live durant une fête (d'où le titre), mais en fait les chansons ont été enregistrées en studio et reliées entre elle par les bruits de fête. (Sloan s'est inspiré pour cela de l'album des Beach Boys Party. À ce jour le Sloan Party CD n'est jamais sorti au Canada.
1. Let's Get The Party Started – 2 min 28 s
2. I Can Feel It – 3 min 54 s (Patrick Pentland / Sloan)
3. Dignified and Old – 3 min 12 s (Jonathan Richman)
4. Glitter and Gold – 3 min 02 s (Barry Mann / Cynthia Weil)
5. Over You – 3 min 20 s (Bryan Ferry / Phil Manzanera)
6. I Am the Cancer – 3 min 22 s (Chris Murphy / Sloan)
7. I Can't Let Go – 2 min 35 s (Al Gorgoni / Chip Taylor)
8. Stood Up – 3 min 28 s (Matthew Grimson)
9. On the Road Again / Transona Five – 4 min 42 s (Tim Gane / Floyd Jones / Laetitia Sadier / Alan Wilson)
10. I Wouldn't Want To Lose Your Love – 5 min 45 s (Myles Goodwyn)

Notes: Le titre 1 et les dernières 2 min 35 s du titre 10 consistent en bruitage de fête seulement ; le titre 8 est différent de la chanson du single de 1995.